# NN-45
La carretera NN-45 es una vía departamental secundaria que conecta los municipios de Santa María y Macuelizo en el departamento de Nueva Segovia, sirviendo como una ruta local complementaria a las vías nacionales de la región.

## Trazado y cruces
La carretera NN-45 atraviesa la zona central de Nueva Segovia y comunica las siguientes localidades:
| km   | Localidad   | Departamento  | Conexión / Ruta |
| ---- | ----------- | ------------- | --------------- |
| 0    | Santa María | Nueva Segovia | NN-44           |
| 5,6  | El Matasano | Nueva Segovia | Camino rural    |
| 10,2 | Macuelizo   | Nueva Segovia | NIC-27          |

## Coordenadas
Uno de los tramos de la NN-45 puede ser encontrado en las coordenadas: 13°36′38″N 86°16′30″O / 13.6105, -86.2750